# Кубинский свистун
Кубинский свистун, или кубинский карлик (лат. Eleutherodactylus limbatus) — маленькая лягушка из рода листовых лягушек семейства Eleutherodactylidae.

## Описание
Одна из самых маленьких лягушек в мире, длина тела самок до 11,8 мм, самцов до 11,7 мм. Окраска от коричневой с пурпурным оттенком до тёмно-бурой, от кончика мордочки к задним лапам проходят две продольные полоски жёлтого или оранжевого цвета на голове и белого или жёлтого на боках. Горло ярко-жёлтое, брюшко от белого до кремового цвета с маленькими коричневыми пятнышками. На внутренней поверхности бёдер продольная бледно-жёлтая полоса. Пальцы без перепонок и присосок.

## Распространение
Эндемик Кубы. Распространена как в низинных местностях, так и на возвышенностях до высоты 1150 м. Обитает в листовой подстилке и под разными лежащими на земле предметами в умеренно влажных лесах, хотя иногда населяет и более засушливые районы. Достаточно обычна в сосновых борах. Ареал очень фрагментированный, состоит из 11 очень маленьких изолированных участков, разбросанных по всему острову.

## Образ жизни
Активна днём, вокализирует с земли. Голос состоит из серии нерегулярных тихих писков с доминантной частотой около 6,3 кГц. Имеет прямое развитие, откладывает одну большую икринку под листьями в лесной подстилке. Питается муравьями (Camponotus, Odontomachus, Solenopsis) и мелкими жуками. Передвигается короткими прыжками или, гораздо чаще, медленной ходьбой.

## Охрана
Небольшой ареал вида сокращался из-за уничтожения пригодных местообитаний вследствие интенсивного выпаса скота и развития сельского хозяйства, которые представляют основную угрозу для этого вида. На востоке Кубы много естественных биотопов уничтожены и заменены кофейными плантациями и пастбищами. Часть ареала находится на формально охраняемых территориях, но фактически их охрана требует  улучшения. Однако, по результатам наблюдения популяция вида выросла и прямая угроза исчезновения значительно уменьшилась. 